# Association générale des étudiants de Clermont-Ferrand
Pour les articles homonymes, voir AGEC.
L'Association générale des étudiants de Clermont-Ferrand (AGEC), fondée en 1920 sous l'appellation Association des étudiants, est une organisation étudiante, se qualifiant de syndicat étudiant. Son rayon d'action concerne toute l'académie de Clermont-Ferrand.

## La fondation en 1920: une "amicale des étudiants"
L' « Association générale des étudiants » ou « Association des étudiants de Clermont-Ferrand » (ses appellations originelles) est déclarée à la préfecture de Clermont-Ferrand le 3 février 1920.
D'après ses premiers statuts, l'association avait pour buts :
- « de faciliter l'entretien de relations respectueusement amicales entre les professeurs et les étudiants » ;
- « de resserrer les liens de sociabilité et d'établir un centre de relations amicales et intellectuelles entre tous les membres » ;
- « de prendre en main les intérêts légitimes des étudiants ».

Pouvaient en devenir membres tous les étudiants inscrits dans les facultés de Clermont-Ferrand, en particulier ceux de l'école de médecine et de pharmacie, de la faculté de droit et de l'Institut de chimie industrielle. Chaque membre devait payer une cotisation mensuelle de cinq francs, sauf durant les mois de vacances : août, septembre et octobre. L'entrée dans les locaux de l'association était réservée aux seuls membres.
Outre la cotisation de ses membres, l'association avait pour ressource « les dons en livres et en objets d'art ». Cette disposition, tout comme l'origine des facultés, laisse supposer que les étudiants adhérents devaient être assez huppés.
L'administration de l'association était classique avec : un président, deux vice-présidents, un commissaire général, un trésorier, un secrétaire et un secrétaire-adjoint, un bibliothécaire et deux assesseurs. Ce bureau était désigné par un Conseil d'administration de 14 délégués, renouvelé tous les ans en juin, représentant toutes les filières universitaires (lettres, médecine, droit, chimie, etc.). Toutefois, une disposition particulière instituait un « Comité consultatif », renouvelé tous les ans, composé d'un professeur de chaque faculté. L'association privilégiait donc les liens entre les professeurs et les étudiants. Il est étonnant que ce Comité consultatif, c'est-à-dire des professeurs, avait un droit de regard sur la vérification des comptes de l'association d'étudiants.
Un règlement intérieur, compris également dans les statuts de 1920, donne des indications précises du fonctionnement de l'association :
- Le local devait fermer à minuit ;
- Celui-ci était interdit « aux dames étrangères à l'association » ;
- Les jeux de hasard étaient prohibés ainsi que les jeux sur table ou mises d'argent.

À l'origine, l'association ne se définissait donc pas comme un syndicat indépendant, et elle visait surtout à rapprocher professeurs et étudiants. La défense des étudiants n'était pas un objectif primordial. Il s'agissait plutôt d'une "amicale des étudiants" qui organisait sans doute des divertissements et autres manifestations ludiques et intellectuelles uniquement pour ses membres.

## La refondation en 2007: un nouveau syndicat étudiant
La plupart des militants et des élus de l'UNEF-Clermont recréent l'AGEC le 19 janvier 2007 en dénonçant les pratiques au sein de l'UNEF locale (refus de la charte d'Amiens, inactivité, sectarisme, etc.). La crise a été provoquée par l'influence de la direction locale du secteur jeunes de la LCR sur la direction officielle de l'AGE, et de l'ingérence du Bureau national en soutien à sa direction locale officielle.
L'AGEC est une association de type loi de 1901.

### Buts
D'après l'article 1er de ses statuts, l'AGEC a pour buts de faire prendre conscience aux étudiants de leurs droits. Pour y parvenir, il est prévu qu'elle exerce les activités suivantes :
- Elle exprime la position des étudiants sur tous les problèmes mettant en cause leurs droits en jouant le rôle de mouvement représentatif auprès des pouvoirs publics, des autorités universitaires et de l'opinion.
- Elle s’efforce de faire aboutir les revendications des étudiants définies par ses instances délibératives.
- Elle lutte pour la satisfaction des principaux besoins matériels, culturels et moraux des étudiants et encourage toute action utile à cet effet.

Elle regroupe tous les étudiants sans distinction d'appartenance politique ou religieuse et agit indépendamment de tout parti et de toute confession.

### Élection au CROUS de 2007
Une fois l'AGEC refondée, elle décide de présenter une liste à l'élection du CROUS de l'Académie de Clermont-Ferrand, le 6 février 2007.
Résultats :
|            | Voix   | Nombre d'élus |
| ---------- | ------ | ------------- |
| Inter-Asso | 31,8 % | 3             |
| UNEF       | 27,7 % | 2             |
| AGEC       | 20,2 % | 1             |
| ABC CROUS  | 20,2 % | 1             |

L'AGEC pour sa première participation réalise donc une importante percée. En revanche, pour l'UNEF, il s'agit d'un recul sans précédent à Clermont-Ferrand. Habituellement, l'UNEF était l'organisation étudiante majoritaire ; la FAGE profite donc de la division syndicale pour passer en tête. De plus, l'UNEF perd pour la première fois dans son bastion, la faculté de lettres, où l'AGEC, devenue première, y recueille 49 % des voix.

### Élection à l'Université Blaise-Pascal de mars 2008
L'AGEC se présente aux élections de l'Université Blaise-Pascal Clermont-Ferrand II, le 18 mars 2008, pour siéger au Conseil d'administration, au CEVU, au Conseil scientifique et dans les conseils d'UFR. Le syndicat confirme à cette occasion sa percée électorale mais l'UNEF parvient néanmoins à conserver sa première place. L'AGEC arrive en deuxième position au Conseil d'administration avec 29,2 % des voix derrière l'UNEF (36 %). Mais surtout il remporte d'importants succès où il possède une implantation forte : il est ainsi majoritaire à la faculté de Gergovia Lettres (45 % contre 33,58 % pour l'UNEF) et au campus des Cézeaux (30,94 % contre 28,14 % pour l'UNEF). Gergovia Lettres et les Cézeaux peuvent être désormais considérés comme des bastions pour l'AGEC, dans le sens où elle milite plus activement grâce à des locaux affectés par l'Université. En revanche, là où l'AGEC ne possède aucun local et milite donc moins, à la faculté de Carnot, le résultat est beaucoup plus faible : elle arrive en troisième position avec seulement 16,4 % des voix, derrière l'UNEF (50,52 %) et la Cé (20,55 %).
L'AGEC obtient aussi 5 élus en conseil d'UFR sciences (sur 5) et 5 élus au conseil d'UFR lettres (1 élu pour le BDE d'histoire-géo). Au Conseil scientifique, l'AGEC remporte 3 postes contre 1 pour l'UNEF.
L'AGEC dispose, à la suite de ces scrutins, du plus grand nombre d'élus aux Conseils centraux de l'Université.
Contrairement aux élections du CROUS de 2007, la « division syndicale » n'a pas pesé sur les résultats. En effet, les deux principaux syndicats étudiants de l'Université, l'UNEF et l'AGEC, arrivent largement en tête si l'on cumule leurs scores, soit 65,2 %.
Résultats au Conseil d'administration de l'Université Blaise-Pascal :
|            | Voix   | Nombre d'élus |
| ---------- | ------ | ------------- |
| UNEF       | 36 %   | 2             |
| AGEC       | 29,2 % | 1             |
| Cé         | 15,3 % | 1             |
| Inter Asso | 11,2 % | 1             |
| UNI        | 8,1 %  | 0             |

## Liste des présidents de l'AGEC
| Mandat                        | Identité       | Remarques                                                                      |
| ----------------------------- | -------------- | ------------------------------------------------------------------------------ |
| 19 janvier 2007 - 3 juin 2008 | Juliette Grand | Étudiante en histoire, vice-présidente étudiant de l'Université Blaise-Pascal. |
| 3 juin 2008 - ...             | Julia Arnaud   | Étudiante en histoire.                                                         |

## Actions syndicales
La première campagne de l'AGEC porte sur la constitution d'un Pôle de recherche et d'enseignement supérieur à Clermont-Ferrand (PRES). Elle met en place une intersyndicale universitaire et fait signer une pétition commune contre ce projet au printemps 2007.
L'AGEC prend position contre la loi sur l'autonomie des universités. Elle fait partie des organisations à l'origine du CECAU (Collectif étudiant contre l'autonomie des universités) constitué à la rentrée 2007. Elle participe aux intersyndicales universitaires et aux Assemblées générales étudiantes contre la loi, en novembre et décembre 2007. Elle fait partie du Collectif Sauvons l'Université (SLU), née à la suite d'une tribune parue dans le Monde du 20 novembre 2007 lors du mouvement universitaire contre la loi LRU.